# Bacchus (Michelangelo)
 Bacchus är en skulptur utförd av renässansskulptören Michelangelo. Statyn föreställer en större version av guden Dionysos i grekisk mytologi. Skulpturen tillkom mellan 1496 och 1497 och är gjord i marmor. Den är 2,3 meter hög.